# Kemper County
Kemper County är ett administrativt område i delstaten Mississippi, USA. År 2010 hade countyt 10 456 invånare. Den administrativa huvudorten (county seat) är De Kalb. 

## Geografi
Enligt United States Census Bureau har countyt en total area på 1 987 km². 1 984 km² av den arean är land och 3 km² är vatten. 

### Angränsande countyn
- Noxubee County - nord
- Sumter County, Alabama - öst
- Lauderdale County - syd
- Neshoba County - väst
- Winston County - nordväst

### Städer och samhällen
- Towns
  - De Kalb
  - Scooba